# Casino de la Unión
Casino de la Unión är en ort i Mexiko.   Den ligger i kommunen Taxco de Alarcón och delstaten Guerrero, i den sydöstra delen av landet, 100 km söder om huvudstaden Mexico City. Casino de la Unión ligger 1 159 meter över havet och antalet invånare är 357.
Terrängen runt Casino de la Unión är huvudsakligen kuperad, men österut är den platt. Runt Casino de la Unión är det ganska tätbefolkat, med 160 invånare per kvadratkilometer. Närmaste större samhälle är Taxco de Alarcón, 13,8 km väster om Casino de la Unión. I omgivningarna runt Casino de la Unión växer huvudsakligen savannskog.